# Festival Genialer Dilletanten
Le Festival Genialer Dilletanten [ˈfɛstɪv(ə)l ɡeˈni̯aːlɐ ˌdɪlɛˈtantn̩] (« Festival des dillettantes géniaux ») est un rassemblement artistique et musical qui a eu lieu le 4 septembre 1981 au Tempodrom de Berlin-Ouest. La manifestation a eu un tel impact auprès d'une certaine scène artistique underground voire anarchiste berlinoise que le nom du festival est devenu le slogan d'un mouvement pendant les années et les décennies qui suivirent.
Ceux qui se sont par la suite revendiqués « dillettantes géniaux » étaient surtout actifs dans le milieu artistique conceptuel (par opposition au réalisme) et dans les milieux musicaux punk, NDW, techno et industriel qui étaient en train d'émerger. La faute d'orthographe en allemand comme en français est assumée par les acteurs du mouvement.

## Festival
Environ 1 400 festivaliers étaient présents sur les lieux ce jour-là. La mauvaise orthographie du mot allemand Dilletanten au lieu du correct Dilettanten est d'origine sur le tract du festival, et a été conservé par ceux qui se sont ainsi autoproclamés par la suite.
Les acteurs de la scène artistique alternative berlinoise avait à l'époque peu de lieux où se rencontrer à l'intérieur de l'enclave ouest-berlinoise, à part dans quelques discothèques comme Frontkino, Risiko ou le SO36. Le festival était l'occasion pour plusieurs futurs ténors de la musique industrielle jusque-là peu connu à Berlin comme les Anglais Throbbing Gristle ou les Berlinois Einstürzende Neubauten, Gudrun Gut, Sentimentale Jugend (Alexander von Borsig et Christiane F.) Sprung aus den Wolken, DIN A Testbild ont pu se retrouver et trouver véritablement leur public. C'était également le cas pour de nombreux artistes d'autres genres comme le groupe de rock Mutter, les DJ Dr. Motte et WestBam, future créateur de la Love Parade, l'artiste de théâtre radiophonique et de performance Frieder Butzmann. C'est dans ce festival que F.M. Einheit a rencontré Alfred Harth, Ulrike Haage ou Phil Minton avec lesquels il collaborera dans les années 1990 et 2000.
Hormis la scène musicale, le festival a aussi rassemblé des groupes artistiques qui ne se reconnaissaient pas dans la tendance artistique du réalisme dans l'art et dans la peinture, alors ultra-dominante dans les expositions et les galeries à Berlin. Le festival a grandement contribué à l'émergence d'un art plus interdisciplinaire et conceptuel dans les années qui suivirent.

## Livre
En 1996, un recueil de témoignages de « dillettantes » a été publié par Wolfgang Müller chez Merve Verlag sous le même titre. Il rassemble Blixa Bargeld, Alexander Von Borsig, Tabea Blumenschein, Gudrun Gut, Frieder Butzmann, Klaus Laufer, Dagmar Dimitroff, Klaus Hoffmann, Michael Jarick, D. Holland-Moritz, H.W. Marquardt, Mutfak, U. Ohlinger, Thomas Schönball, MaLe, Nikolaus Utermöhlen... L'auteur Wolfgang Müller, par ailleurs membre de Die tödliche Doris, explique dans le livre que la faute d'orthographe du mot Dilletanten se justifie dans la mesure où un « dilletante », à la différence d'un professionnel, ne fait pas qu'apprendre de ses erreurs mais les considère comme partie intégrante de son œuvre.

## Vidéographie
- Die Große Untergangsshow - Festival Genialer Dilletanten - Berlin Tempodrom, 4. September 1981. CD + DVD documentaire + 2xLP. Vinyl on Demand, Friedrichshafen 2005.